# Cilewo
Cilewo is een bestuurslaag in het regentschap Karawang van de provincie West-Java, Indonesië. Cilewo telt 5494 inwoners (volkstelling 2010).